# Frédéric de Dohna
Frédéric de Dohna, burgrave de Dohna
Il acheta en 1657 la seigneurie de Coppet en Suisse, et celle de Prangins en 1660 ; reçut le droit de bourgeoisie à Berne, et occupa une place dans le grand conseil de ce canton. Pierre Bayle fut le précepteur de ses trois fils.

## Source
Cet article comprend des extraits du Dictionnaire Bouillet. Il est possible de supprimer cette indication, si le texte reflète le savoir actuel sur ce thème, si les sources sont citées, s'il satisfait aux exigences linguistiques actuelles et s'il ne contient pas de propos qui vont à l'encontre des règles de neutralité de Wikipédia.